# Gaertnerstraße 8

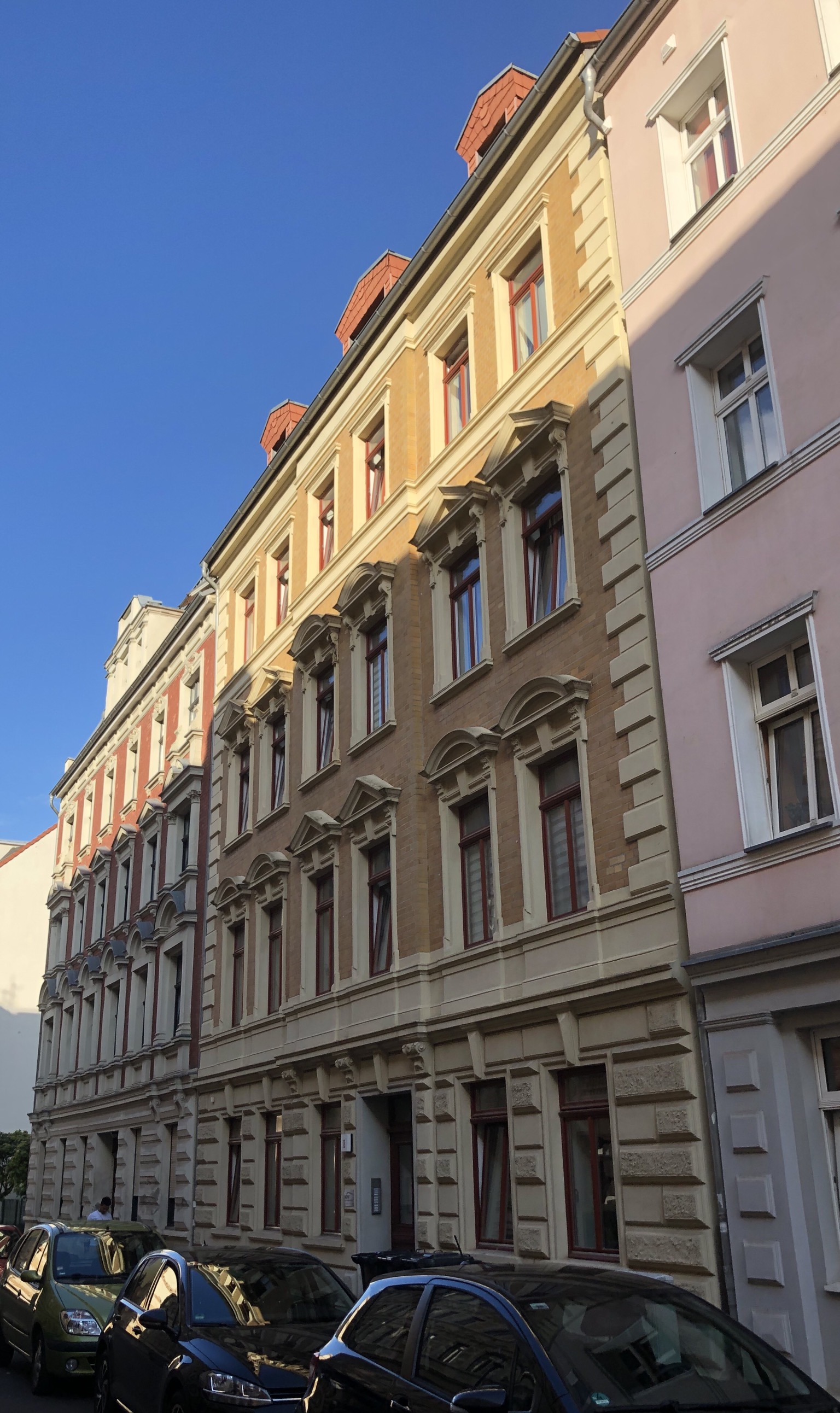
Gaertnerstraße 8 in Magdeburg, 2020

Das Gebäude Gaertnerstraße 8 ist ein denkmalgeschütztes Wohnhaus in Magdeburg in Sachsen-Anhalt.

## Lage
Es befindet sich auf der Südseite der Gaertnerstraße im Magdeburger Stadtteil Buckau. Unmittelbar östlich grenzt das gleichfalls denkmalgeschützte Haus Gaertnerstraße 9 an.

## Architektur und Geschichte
Das viergeschossige Gebäude wurde im Jahr 1884 für den Werkmeister und Bautechniker Alb. Pfund nach Plänen von Christian Andreas Schmidt im Stil der Neorenaissance errichtet. Die Fassade ist sechsachsig ausgeführt und präsentiert sich als gelbe Ziegelfassade mit Putzelementen. Sowohl im Erdgeschoss als auch an den Kanten des Hauses besteht eine Rustizierung. Am ersten und zweiten Obergeschoss finden sich Fensterverdachungen in Form von Segmentbögen und Dreiecksgiebeln. Ein ursprünglich bestehendes Kranzgesims ist nicht erhalten.
Im örtlichen Denkmalverzeichnis ist das Wohnhaus unter der Erfassungsnummer 094 17824 als Baudenkmal verzeichnet.
Das Haus gilt als Teil des engen gründerzeitlichen Straßenzugs als städtebaulich bedeutsam. Zugleich ist es ein sozialgeschichtliches Dokument der einfachen bis mittleren Wohnverhältnisse der Bauzeit im Industrieort Buckau.